# Andreas Seibold
Andreas Seibold (* 1913 in Aalen; † ca. 1977 in München) war ein deutscher Fußballspieler, der von 1945 bis 1950 für den FC Bayern München in der Oberliga Süd aktiv war.

## Karriere
In seiner Jugend spielte er in Aalen, später war er beim VfB Stuttgart. Im Zweiten Weltkrieg wurde er für die Rüstungsindustrie eingezogen und stellte Kurbelwellen für Flugzeuge her, da er gelernter Werkzeugmacher war.
Seibold absolvierte fünf Spielzeiten für die Bayern in der höchsten deutschen Spielklasse und kam als Abwehrspieler (linker Verteidiger) in seiner Premierensaison in zwei Punktspielen zum Einsatz. In der Folgesaison bestritt er alle 38 Punktspiele, 1947/48 war es ein Spiel weniger. Mit 21 Punktspielen bestritt er seine vorletzte Saison, bevor er am 3. September 1949 (1. Spieltag) im Stadion an der Grünwalder Straße bei der 2:3-Niederlage gegen die SpVgg Fürth sein letztes Oberligaspiel bestritt.
Nach seiner aktiven Spielerkarriere war er noch für eine Weile beim FC Wacker München tätig und war für kurze Zeit Trainer für die Firmenmannschaft FC Shell. In seinen späteren Jahren arbeitete er für das Arbeitsamt als Sachbearbeiter. Er starb im Alter von ca. 64 Jahren in München.